# ثولاني مالينغا
ثولاني مالينغا (بالإنجليزية: Thulani Malinga)‏ مواليد 15 ديسمبر 1955 في ليديسميث، هو ملاكم جنوب أفريقي يصنف ضمن فئة وزن خفيف الثقيل بدأ مسيرته الاحترافية سنة 1981.

## المسيرة الاحترافية
من نزالاته:
- خسر أمام فينتشنزو نارديلو (1996/07/06).

## إحصائيات
خاض خلال مسيرته 57 نزالا، فاز في 44 وخسر في 13. فاز بالضربة القاضية في 19 نزالا.

## روابط خارجية
- ثولاني مالينغا على موقع بوكس ريك (الإنجليزية) (registration required)